# Ptilotus divaricatus
Ptilotus divaricatus là loài thực vật có hoa thuộc họ Dền. Loài này được (Gaudich.) F. Muell. miêu tả khoa học đầu tiên năm 1868.